# Feliks z Dunwich
Feliks z Dunwich, Feliks z Burgundii (ur. w VI wieku w Burgundii, zm. ok. 646) – święty katolicki, misjonarz, biskup.
Konsekrowany prawdopodobnie w 627 roku przez arcybiskupa Honoriusza z Canterbury św. Feliks był pierwszym biskupem Dunwich. Od przybycia do wschodniej Anglii to jest od ok. 615 roku prowadził działalność misyjną w Królestwie Wschodnich Anglów.
Był założycielem kościoła i szkoły w Domnoc, a także opactwa Soham w Cambridgeshire.
Pochowany w Dunwich, a jego relikwie od ok. 1030 znajdują się w Ramsey. Miejscem szczególnego kultu jest świątynia klasztoru w Ramsey. Atrybutami świętego Feliksa są trzy pierścienie na prawej ręce. Jest patronem diecezji Wschodniej Anglii.
Jego wspomnienie obchodzone jest w Kościele katolickim 8 marca.